# گاله‌ولا
گاله‌ولا (به لاتین: Galewela) یک منطقهٔ مسکونی در سری‌لانکا است که در استان مرکزی (سری‌لانکا) واقع شده‌است. گاله‌ولا ۲۰۹ متر بالاتر از سطح دریا واقع شده‌است.